# 帕施泰滕
帕施泰滕是德国巴伐利亚州的一个市镇。总面积22.08平方公里，总人口2505人，其中男性1317人，女性1188人（2011年12月31日），人口密度113人/平方公里。